# 百武裕司
百武 裕司（ひゃくたけ ゆうじ、1950年7月7日 - 2002年4月10日）は、日本のアマチュア天文家。

## 人物・来歴
長崎県島原市出身。百武賢兼の分家の家系とされる。長崎県立長崎北高等学校を経て、九州産業大学芸術学部写真学科卒業。
コメットハンター（彗星捜索家）として、1995年12月25日にC/1995 Y1、1996年1月30日にはC/1996 B2を相次いで発見した。C/1996 B2は観測史上、もっとも尾が長い彗星として知られ、世界的に「大彗星ブーム」を巻き起こした。1996年3月、日本天文学会の天体発見賞を受賞。彗星発見の功績により、鹿児島県民栄誉賞とシカゴ名誉市民を受賞。1996年秋からは、鹿児島県姶良町の天文台であるスターランドAIRAの館長を務めた。2002年4月10日に大動脈瘤破裂のため、51歳で急逝した。
2014年5月18日、日本初の天体望遠鏡博物館設立計画に基づき、香川県さぬき市旧多和小学校にC/1995Y1、C/1996B2を発見した時に使用した天体観測用の双眼鏡と関連資料が寄贈された。使用した双眼鏡はFUJINON製。レンズの直径150mm、倍率は25倍。
小惑星 （7291）百武は、百武の業績を称えて命名された。